# جلفو

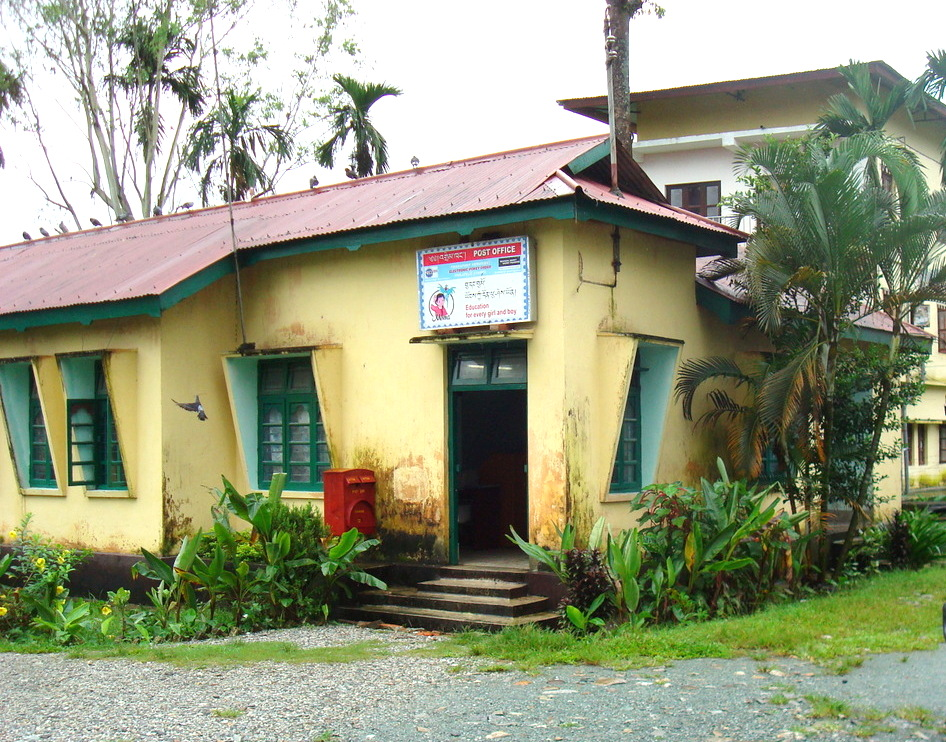
اداره پست جلفو 6

جلفو (به لاتین: Gelephu) یک منطقهٔ مسکونی در بوتان (کشور) است که در Sarpang District واقع شده‌است.
 جلفو ۱۱٫۵ کیلومتر مربع مساحت و ۹٬۸۵۸ نفر جمعیت دارد و ۲۲۱ متر بالاتر از سطح دریا واقع شده‌است.